# 国際連合安全保障理事会決議499
国際連合安全保障理事会決議499（こくさいれんごうあんぜんほしょうりじかいけつぎ499、英: United Nations Security Council Resolution 499）は、1981年12月21日に国際連合安全保障理事会において全会一致で採択された決議。国際司法裁判所の判事であるアブドゥラ・エル＝エラインが死去したことに伴い、国際連合安全保障理事会は国際司法裁判所の規約に則って、国際連合安全保障理事会と国際連合総会（第36会期）で判事の補充選挙を行うことを決定した。